# Station Stone Crossing
Stone Crossing is een spoorwegstation van National Rail in Stone, Dartford in Engeland. Het station is eigendom van Network Rail en wordt beheerd door Southeastern. Het station is geopend in 1908.